# Vespertilion à longues oreilles
Myotis evotis
Espèce
Statut de conservation UICN

 LC  : Préoccupation mineure
Le  Vespertilion à longues oreilles (Myotis evotis) est une espèce de chauve-souris insectivore de la famille des vespertilionidés. On peut l'observer au Canada, au Mexique et aux États-Unis.